# Lituanie proprement dite

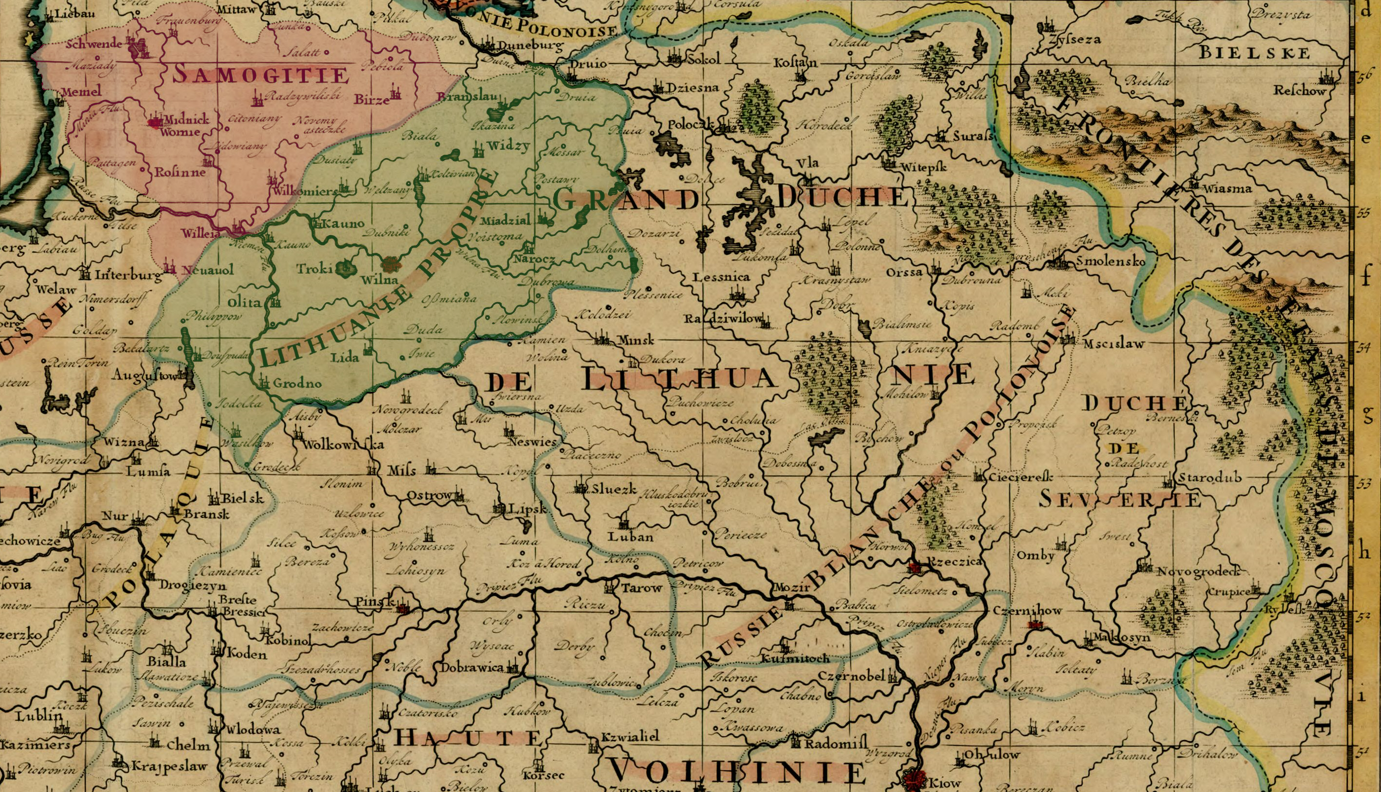
La Lituanie proprement dite (en vert) et la Samogitie (en rouge) au sein du grand-duché de Lituanie, sur une carte de 1712.

La Lituanie proprement dite (en latin : Lithuania propria, en lituanien : Tikroji Lietuva, Didžioji Lietuva) est un concept qui fait référence à la région du grand-duché de Lituanie où la langue lituanienne était parlée.
Le territoire de la Lituanie proprement dite correspond à celui des paroisses chrétiennes catholiques établies sur les terres baltes païennes du grand-duché de Lituanie après la christianisation de la Lituanie en 1387. La Lituanie proprement dite s'est toujours distinguée des terres ruthènes dépendant du grand-duché par la langue et par la foi (paganisme au début et catholicisme depuis 1387),.
Le terme latin de Lithuania propria était largement utilisé au Moyen Âge et se retrouve sur de nombreuses cartes historiques jusqu'à la Première Guerre mondiale.
La Lituanie proprement dite est parfois également appelée « Grande Lituanie », notamment par contraste avec la Petite Lituanie.
Le géographe lituanien Kazys Pakštas écrit que le concept de Lituanie proprement dite existait depuis la division administrative du grand-duché de Lituanie en 1566, lorsque le nom en fut attribué aux palatinats de Vilnius et de Trakai, ethniquement lituaniens ; comme le prouve son utilisation dans des documents et des cartes. La Lituanie proprement dite comprenait également le duché de Samogitie.

## Évolution du terme

### Avant le drand-duché de Lituanie

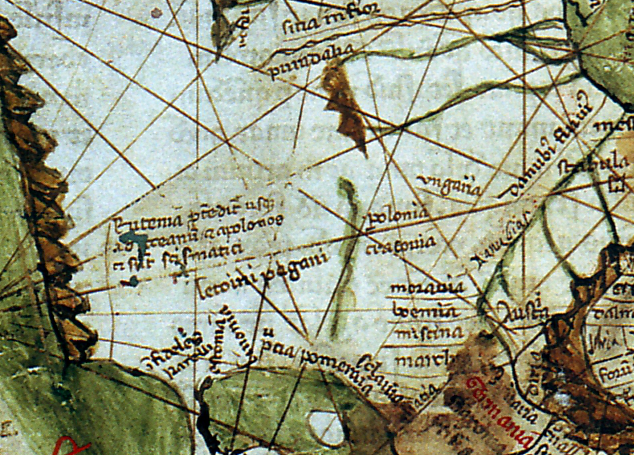
La Lituanie dans la Mappa mundi de Pietro Vesconte (1321). L'inscription dit : Letvini pagani - Lituaniens païens.

On connaît quelques confédérations baltes de la seconde moitié du XIIe siècle et du XIIIe siècle.
Les historiens désignent la Lituanie proprement dite comme le territoire lituanien qui existait avant le grand-duché de Lituanie, dans le voisinage d'autres territoires : le Pays de Nalšia, le Pays de Deltuva, le Pays d' Upytė,,,. Selon le slaviste polonais Henryk Łowmiański, la Lituanie proprement dite se trouvait au cœur de la future voïvodie de Trakai, entre les fleuves Niémen, Néris et Merkys. Le médiéviste lituanien Tomas Baranauskas suggère quant à lui que la Lituanie proprement dite se situait autour de la région d'Ašmena, dans les terres ethniquement lituaniennes de la Biélorussie actuelle. Selon l'écrivain biélorusse Mikola Yermalovich (dont la fiabilité est remise en doute par les chercheurs,) la « Lituanie des chroniques » se trouvait dans la région du Haut-Némunas, aujourd'hui en Biélorussie.

### Au sein du grand-duché de Lituanie
Les chercheurs utilisent souvent le terme de Lituanie proprement dite pour désigner les terres habitées par des Lituaniens ethniques, par opposition aux terres contrôlées par le grand-duché de Lituanie habitées par des Ruthènes (ancêtres des Biélorusses et des Ukrainiens modernes), des Polonais, des Juifs lituaniens ou de nombreuses autres nationalités — cette habitude était déjà d'usage à l'époque du grand-duché . Cette division a perduré même après les partages de la Pologne.

### La partie orientale de la Lituanie proprement dite
Pendant des siècles, les terres de l'est et du sud de ce territoire, qui avaient des contacts directs avec la Ruthénie et la Pologne, initialement habitées par des Lituaniens de souche, ont été lentement ruthénisées, polonisées et russifiées, et le territoire de langue lituanienne s'est rétréci. Les régions orientales de la Lituanie proprement dite ont subi de lourdes pertes de population pendant le Déluge, puis pendant la Grande Guerre du Nord et l'épidémie de peste qui s'ensuit en 1710-1711. L’immigration ultérieure des Ruthènes et des Polonais dans ces territoires a accéléré le processus de délituanisation. Le processus s'accélère sous la domination russe, notamment après l'interdiction d'écrire le lituanien en alphabet latin en 1864. Il se poursuit ensuite à l'époque de la domination polonaise, lorsque les écoles et les bibliothèques de langue lituanienne sont fermées, puis de nouveau sous le régime soviétique, car il n'y avait plus d'écoles lituaniennes opérant sur ces territoires. De nos jours, d'importants « îlots » de personnes parlant le lituanien subsistent dans les régions de l'est et du sud de la partie biélorusse de la Lituanie proprement dite (à Gervėčiai et Pelesa dans la région de Grodno), ainsi qu'en Pologne (à Punskas dans la voïvodie de Podlachie). De nombreuses personnes de ces territoires, qui parlent aujourd’hui le biélorusse, se considèrent pourtant encore comme des Lituaniens.

### Développements contemporains
À la fin de la Première Guerre mondiale, le Conseil de Lituanie déclare le rétablissement d'un État lituanien indépendant sur les terres ethniquement lituaniennes.
Après des négociations avec la Russie bolchevique, une grande partie de la Lituanie fut reconnue par les Soviétiques comme faisant partie de la République de Lituanie en vertu du traité soviéto-lituanien de 1920. Certains de ces territoires ont également été revendiqués par la Deuxième République de Pologne, ce quiconduit à une série de conflits militaires culminant dans la guerre polono-lituanienne.
En 1943, Antanas Smetona (alors en exil) commence à travailler sur une étude intitulée « Lithuania Propria ». L'ouvrage est consacré à l'histoire des terres lituaniennes avant la polonisation, la russification et la germanisation, dans l'espoir qu'il aiderait à soutenir les revendications lituaniennes sur les territoires non restitués lors d'une hypothétique conférence de paix qui suivrait la Seconde Guerre mondiale. Son œuvre est restée inachevée et, pendant longtemps, elle n'était disponible que sous forme de manuscrit et était pratiquement inconnue.
À l'heure actuelle, la République de Lituanie n’entretient aucune revendication territoriale.

## Galerie cartographique

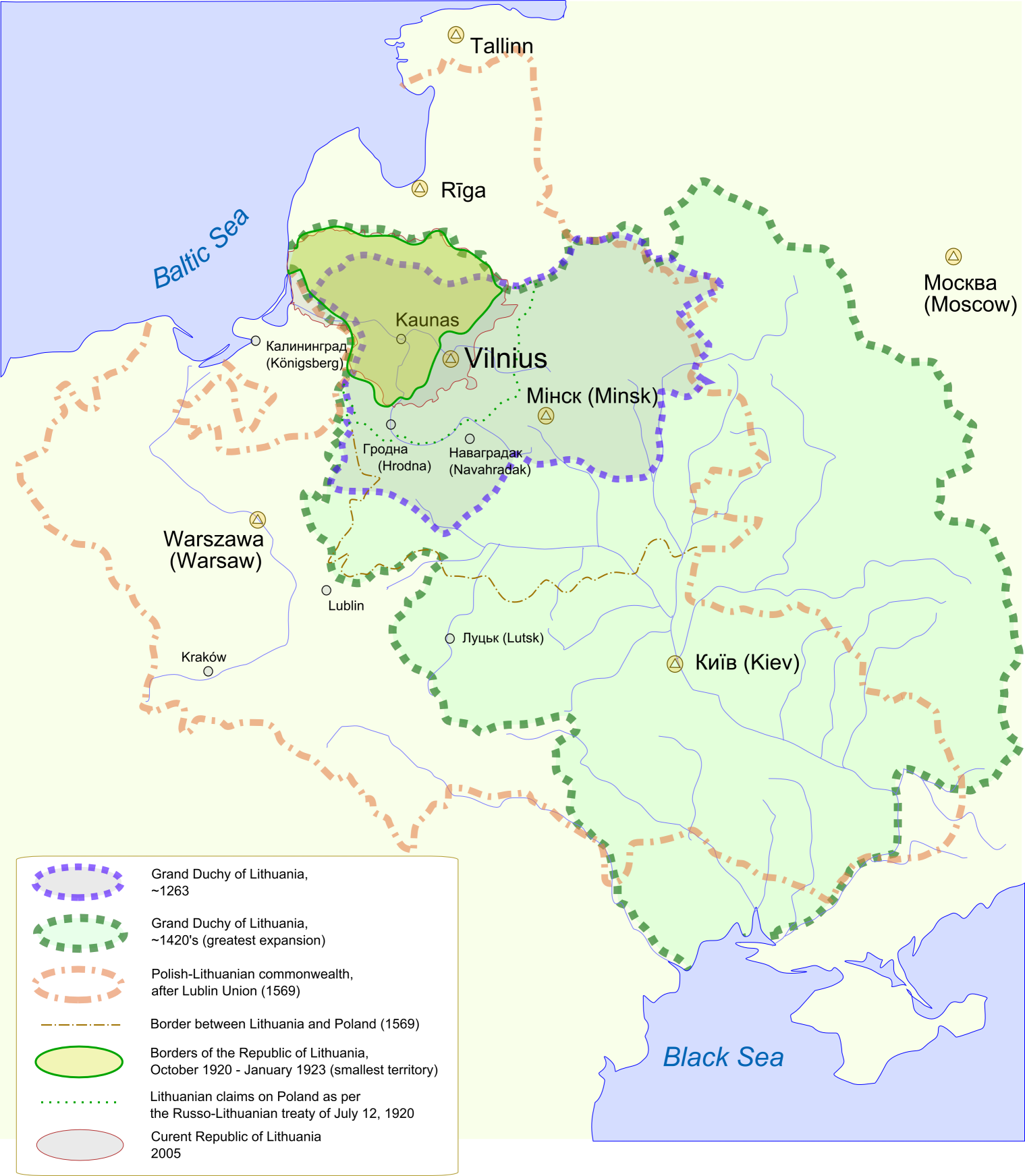
Évolution territoriale de la Lituanie du XIIIe siècle à nos jours.
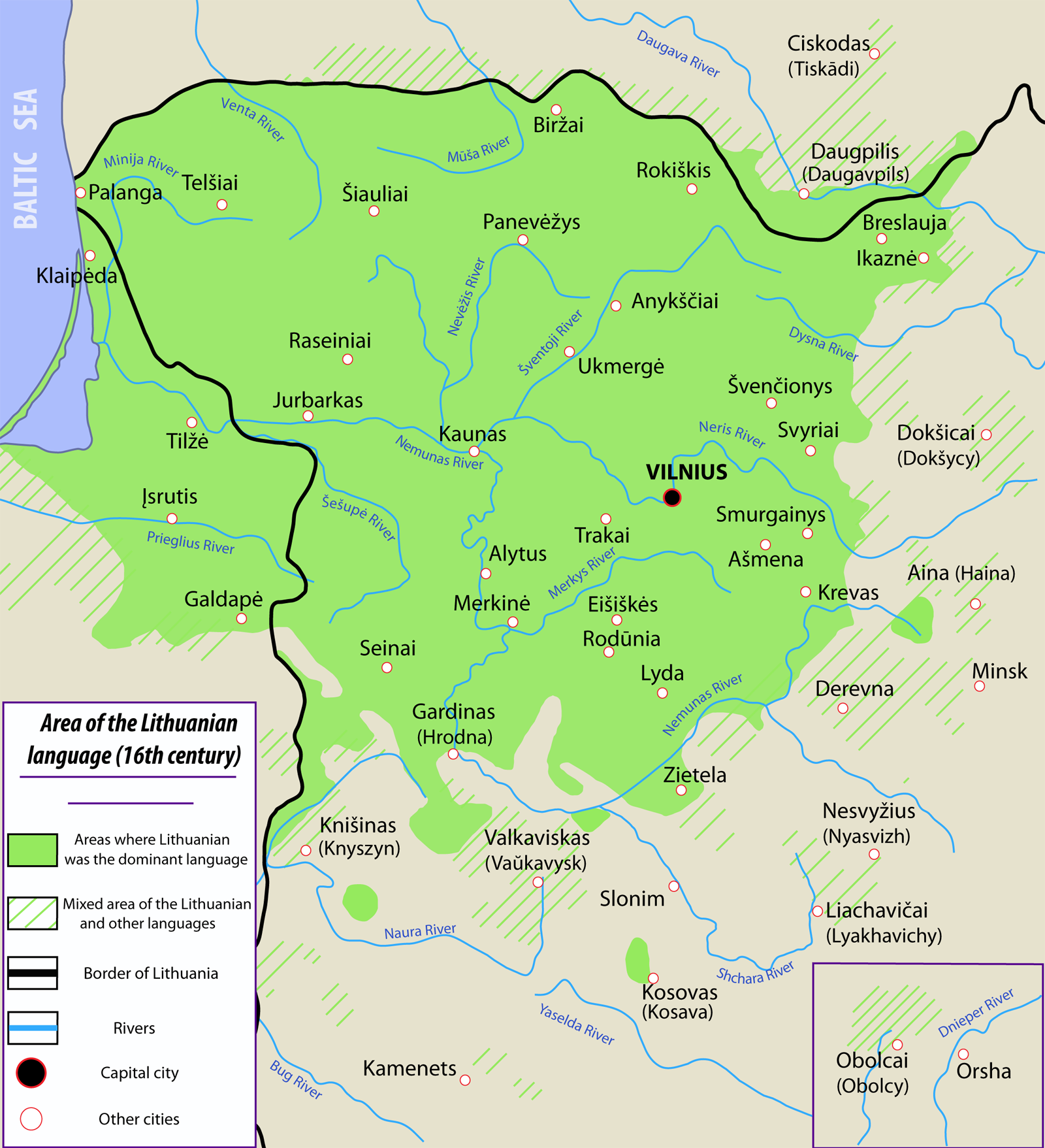
Zones lituanophones au XVIe siècle.
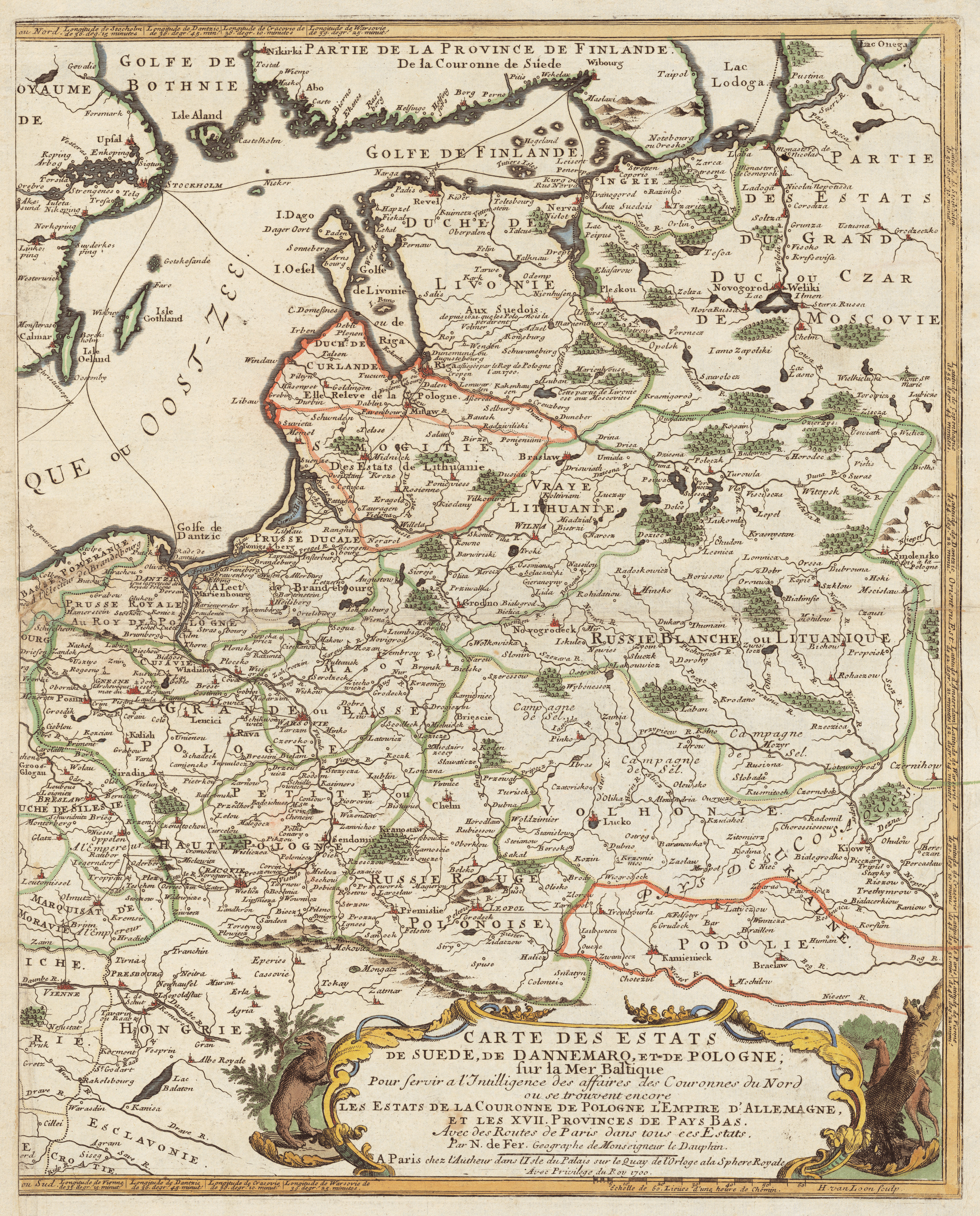
Carte de 1709 mentionnant la Samogitie, la Lituanie proprement dite et la Biélorussie (« Russie lituanique »).
Carte de 1716 mentionnant la Lituanie proprement dite (« Vraye Lithuanie »).
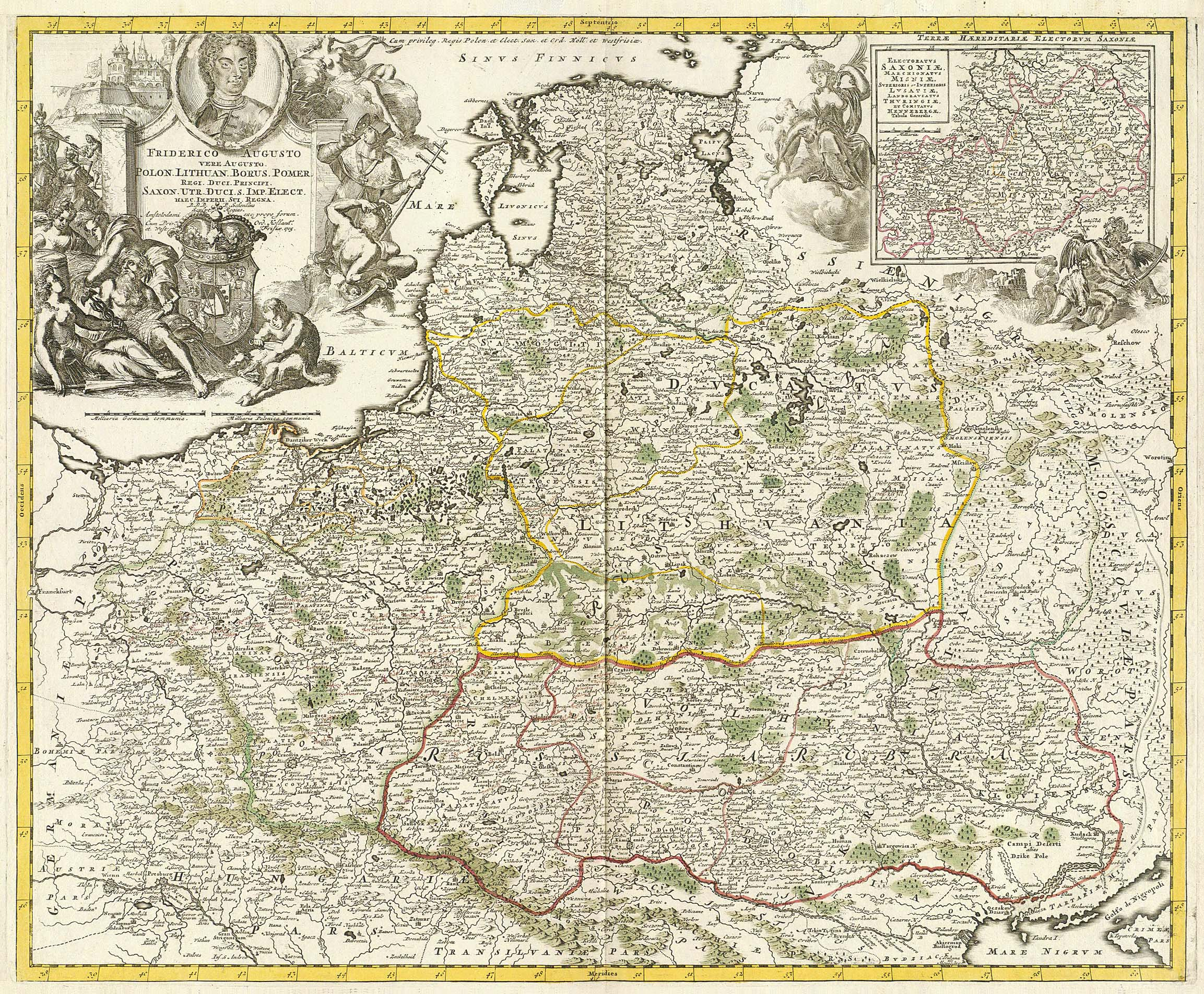
1733 map of the Kingdom of Poland and the Grand Duchy of Lithuania at the time of Augustus II the Strong with Lithuania proper
Carte de 1737 mentionnant la Lituanie proprement dite (« Lithuanie Particuliere »).
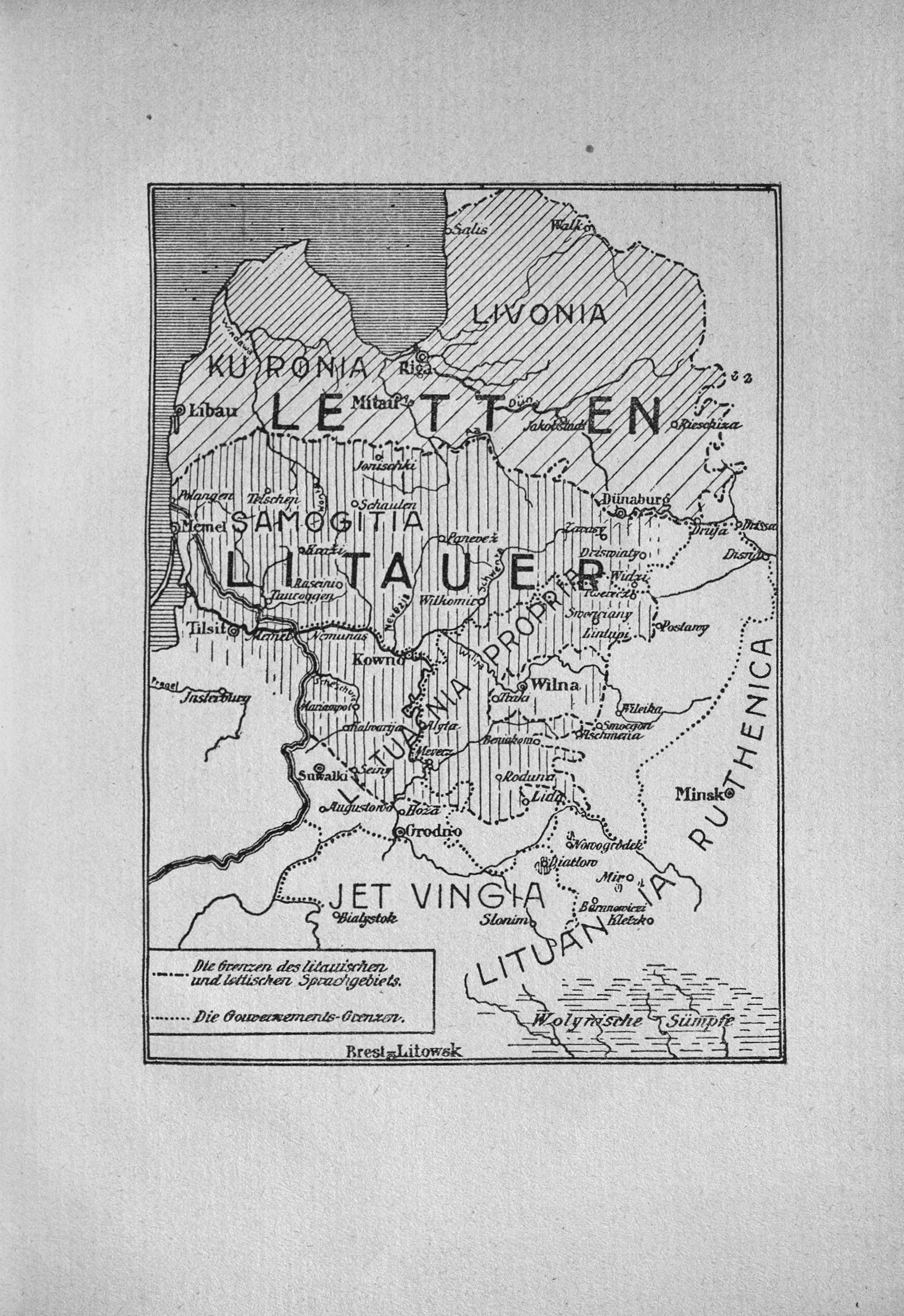
Carte ethnographique de 1918 montrant la Lituanie et la Ruthénie.

## Sources
- (ru) P. Gaučas, « К вопросу о восточных и южных границах литовской этнической территории в средневековье », Балто-славянские исследования, Moscou, Nauka,‎ 1986, p. 195–213 (lire en ligne)
- (en) E. Gimžauskas, « The Belorussian Factor in the Genesis of the Modern Lithuanian State, 1915-1917 », Lithuanian Historical Studies, vol. 6, no 1,‎ 2001, p. 107–126 (ISSN 1392-2343, DOI 10.30965/25386565-00601006 , S2CID 251242686)
- Daniel Z. Stone, The Polish-Lithuanian State, 1386-1795, University of Washington Press, 2014 (ISBN 9780295803623, lire en ligne)
- Robert Frost, The Oxford History of Poland-Lithuania, vol. 1: The Making of the Polish-Lithuanian Union, 1385—1569, Oxford University Press, 2015 (ISBN 978-0-19-820869-3, LCCN 2014948999)
- J. Safarewicz, Studia językoznawcze, Varsovie, 1967